# Réseau pour l'abolition des transports payants
 (septembre 2022).

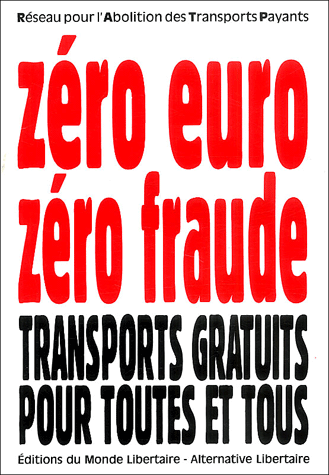
Zéro euro = Zéro fraude, une brochure du RATP.

Le Réseau pour l'abolition des transports payants (le RATP) est un collectif parisien né en 2000 qui plaide pour la gratuité des transports en commun. Il poursuit des objectifs similaires à ceux du Collectif sans ticket actif en Belgique.
Ce réseau fonctionne sous forme de mutuelle qui paie les amendes auxquelles ses membres sont astreints lorsqu'ils sont contrôlés sans billet valable.
Le réseau distribue également un ticket qui permet à son détenteur de revendiquer les transports gratuits mais précise que « ce ticket ne remplace toujours pas aux yeux de la RATP un titre de transport usuel ».
Ils ont organisé des centaines d'action d'ouvertures de portes dans le métro. Ils sont aussi à l'origine de l'obtention de la gratuité des transports pour les chômeurs en Île-de-France.